# 포켓몬 불가사의 던전 구조대 DX
《포켓몬 불가사의 던전 구조대 DX》는 스파이크 춘소프트가 개발하고 닌텐도와 포켓몬 컴퍼니가 배급한 2020년 로그라이크 롤플레잉 비디오 게임이다. 《포켓몬스터》 비디오 게임 시리즈의 외전 《포켓몬 불가사의 던전》 작품으로, 2005년에 발매된 《포켓몬 불가사의 던전 파랑 구조대·빨강 구조대》의 리메이크이다. 닌텐도 스위치 플랫폼으로 개발돼 2020년 3월 6일 전세계에 동시발매됐다.
플레이어는 원래 인간이었다 포켓몬이 된 주인공으로 조종하며, 지정된 16마리의 포켓몬 중 플레이어와 동료 한 마리를 선택해서 시작한다. 타 《불가사의 던전》 게임들처럼 절차 생성으로 임의로 제작된 던전들을 돌파하는 것이 주목표로, 그 외 플레이어는 스토리 모드를 진행하거나 게시판이나 편지를 통해 전해지는 다양한 임무들을 수행해야 한다.
《포켓몬 불가사의 던전 구조대 DX》는 2021년 말까지 판매량이 총 189만 장이었다.

## 반응
《포켓몬 불가사의 던전 구조대 DX》는 리뷰 애그리게이터 웹사이트 메타크리틱에서 69/100점을 기록해 "복합적 및 평균적인 평가"를 받았다.

### 흥행
일본에서 발매 첫 주 동안 《포켓몬 불가사의 던전 구조대 DX》 실물 패키지가 138,548장이 팔려 그 주 가장 많이 팔린 비디오 게임이 됐다. 영국과 프랑스에서 발매 첫 주에 최고 판매순위에서 1위를 기록했다. 2020년 3월 말 기준으로 일본에서 36만 장 이상, 그 외 지역에서 89만 장 이상이 팔려 총 판매량이 126만 장 이상으로 집계됐다. 2021년 12월 31일 기준 CESA의 집계에서 누적 판매량이 189만 장을 기록해 《포켓몬 불가사의 던전 마그나게이트와 무한대 미궁》의 총 판매량을 제쳤다.

## 참조

### 내용주
1. ↑  영어: Pokémon Mystery Dungeon: Rescue Team DX, 일본어: ポケモン不思議のダンジョン 救助隊DX